# Ryan Cross

a Compétitions nationales et continentales officielles uniquement.

b Matchs officiels uniquement.
Dernière mise à jour le 7 mars 2018.
Ryan Cross, né le 6 octobre 1979 à Sydney, est un joueur de rugby à XIII et de rugby à XV international australien qui évolue au poste de centre ou d'ailier.

## Carrière

### En club
Il débute en jouant au rugby à XIII de 2000 à 2005 dans la National Rugby League avec les Sydney Roosters. Puis, Cross dispute le Super 14 avec la Western Force et il joue avec Perth Spirit pour l'unique saison du championnat d'Australie en 2007. En 2010, il rejoint les Waratahs. En août 2011, il signe pour trois mois dans le club de l'USA Perpignan en tant que joker pendant la Coupe du monde de rugby 2011, afin de compenser les sélections de David Marty et Maxime Mermoz.
Rugby à XIII
- 2000-2005 : Sydney Roosters

Rugby à XV
- 2005-2010 : Western Force
- 2007 : Perth Spirit
- 2010-2011 : Waratahs
- Août 2011 à octobre 2011 : USA Perpignan (joker Coupe du monde)

### En équipe nationale
Cross obtient sa première sélection avec les Wallabies le 28 juin 2008 contre l'équipe de France. Il dispute le Tri-nations 2008.

## Palmarès

### En équipe nationale
- 18 sélections en équipe d'Australie depuis 2008
- Six essais (30 points)
- Sélections par année : 11 en 2008, 7 en 2009